# Otus umbra
El autillo de la Simeulue o autillo de Simalur (Otus umbra) es una especie de ave estrigiforme de la familia de los búhos (Strigidae).

## Distribución
Es endémico de la isla de Simeulue (Indonesia).